# Mazowe
Der Mazowe (bis 1980 Mazoe) ist ein Fluss in Simbabwe und Mosambik. Mazowe bedeutet „Fluss der Elefanten“.

## Verlauf

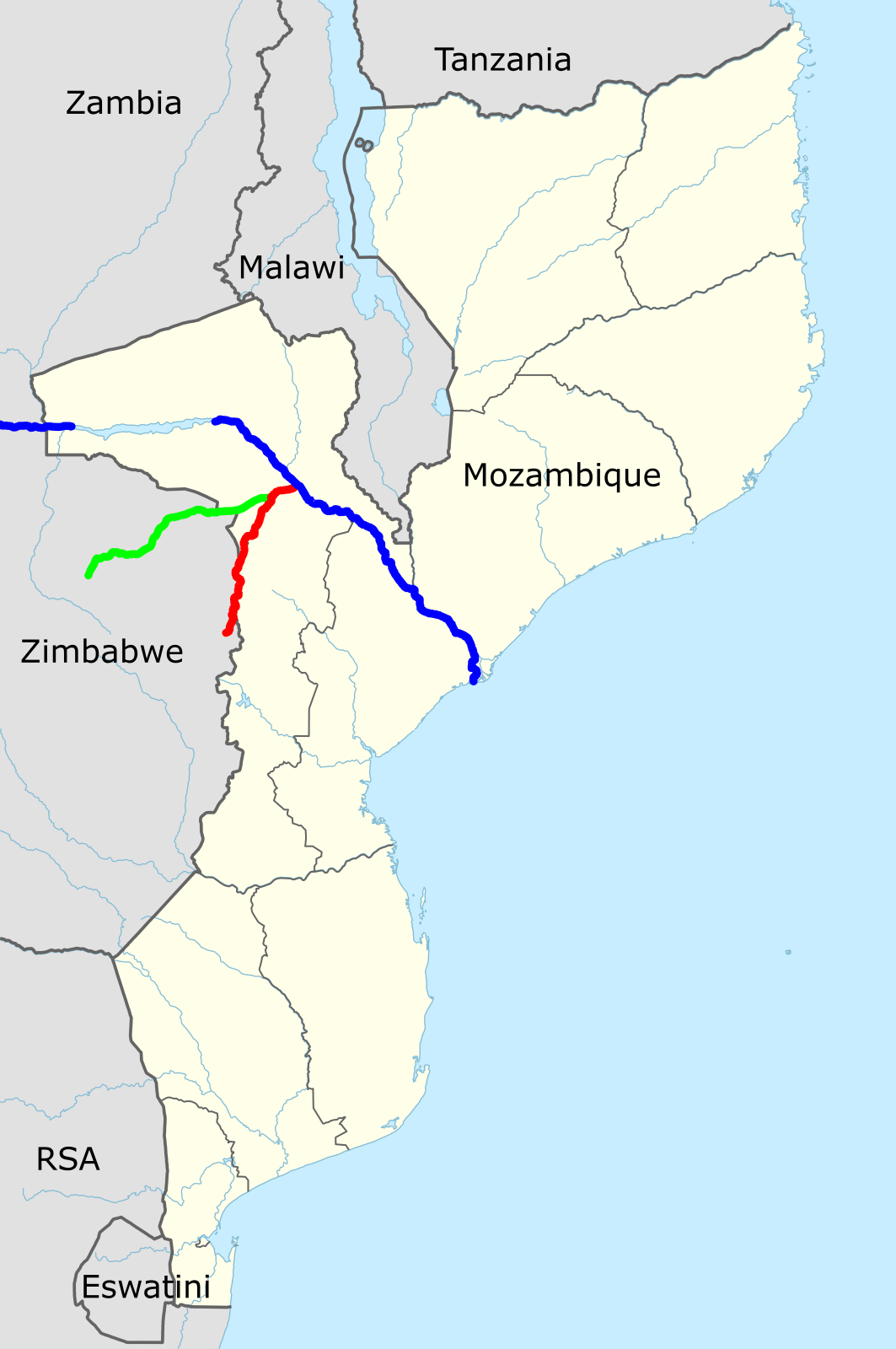
Der Mazowe in grün

Der Fluss entspringt in Simbabwe in der Provinz Zentralmaschonaland nördlich bei Harare und ist bald danach vom Mazowe-Damm (Lage) zum Mazowe-See gestaut. Wie die Stauseen Chiveo und Manyame des Hunyani ist er ein beliebtes Ausflugsziel. Seit 1936 existiert dort ein Segelclub.
Der Fluss verläuft zunächst in östlicher Richtung. Bei der Mündung des Nyagui schwenkt er auf Nordost, um etwa 150 km weiter, beider Mündung des Nyadire, wieder in östlicher Richtung zu fließen. Nach weiteren 50 km erreicht er die Grenze zu Mosambik, die er für etwa 30 km bildet. Nach weiteren gut 50 km mündet er schließlich in den Luenha, kurz bevor dieser wiederum in den Sambesi mündet.

## Hydrometrie
Die Durchflussmenge des Mazowe wurde an der hydrologischen Station Lion’s Den bei knapp 10 % des Einzugsgebietes, über die Jahre 1980 bis 1984 gemittelt, gemessen (in m³/s).
- Diagrammdaten:
- Definition |
- Rohdaten |
- Hilfe

## Wirtschaft
Der Fluss ist der einzige schiffbare in Simbabwe. Auf ihm wird Chromerz von Harare nach Mosambik an den Sambesi transportiert, in den der Mazowe über den Luenha nach etwa 400 km mündet.
Obwohl der Fluss ausreichend Wasser führt und im Oberlauf durch zahlreiche Dämme gestaut ist, gibt es Verteilungsprobleme. Durch ihn wird viel Land bewässert, vor allem Zitrusfruchtplantagen.

## Geschichte
Das Mazowetal ist von geschichtlicher Bedeutung. Seit dem 15. Jahrhundert (die Angabe 11. Jh. ist dagegen zweifelhaft.) war hier das Zentrum eines Nachfolgestaates von Groß-Simbabwe, das Munhumutapa-Reich der Karanga. Der Staat kontrollierte den Goldhandel an der Küste. Einer der wichtigsten Häuptlingssitze war Massapa im Mazowetal neben Chicanga im Hochland von Inyanga (heute Nyanga-Nationalpark) und Quiteve im Tiefland von Mosambik. Im Gegensatz zu den südlicheren der Shonastaaten hinterließ dieser Staat keine repräsentativen Steinbauten, nur kleine steinerne Hügelforts.
Interessant im Mazowetal sind dafür die alten Bewässerungssysteme, die weder von Arabern noch Europäern beeinflusst und auch im Süden von Simbabwe vorgefunden wurden. Dieses alte Bewässerungssystem besteht aus Wassergräben entlang der Berghänge, deren Gefälle auf das Genaueste kalkuliert ist. Sie auszuheben erforderte mehr noch als die Ruinen von Simbabwe eine umfangreiche soziale Organisation mit einer bedeutenden Zahl von Arbeitskräften, da sie das Mazowetal von Inyanga bis zum Sambesi bewässern.
1569 entsandten die Portugiesen eine Militärexpedition in das Gebiet von Mutapa, die jedoch scheiterte. Aber es gelang ihnen, fortan den Goldhandel zu kontrollieren. Erst im frühen 17. Jahrhundert konnten sie mit einheimischen Soldaten die Häuptlingsgebiete von Karanga einschließlich Mutapa erobern. Es wurden kleine portugiesische Siedlungen errichtet, von denen die bedeutendste Dambarare im oberen Mazowetal ist.

## Namengebung
In vielen Quellen werden der Mazowe und der Luenha gleichgesetzt, obwohl es zwei verschiedene Flüsse sind. Auch ob der Mazowe in den Luenha mündet oder umgekehrt, ist oft unterschiedlich dargestellt. Die meisten offizielle Karten bezeichnen den Luenha als Hauptfluss.